# Paullicorticium
Paullicorticium J. Erikss. (błonkowoszczek) – rodzaj grzybów z rodziny kolczakowatych (Hydnaceae). W Polsce występuje jeden gatunek.

## Charakterystyka
Grzyby kortycjoidalne o owocniku rozpostartym, przyrośniętym, cienkim i niepozornym, w stanie świeżym skórzastym i oprószonym, po wyschnięciu suchym. Hymenofor mniej lub bardziej poroidalny. System strzępkowy monomityczny, strzępki ze sprzążkami lub z prostymi przegrodami. Cystyd brak. Podstawki stożkowe do gruszkowatych z 6–8 sterygmami, rzadko z czterema. Bazydiospory elipsoidalne, allantoidalne lub łódkowate, gładkie, cienkościenne, nieamyloidalne, niecyjanofilne.
Paullicorticium charakteryzuje się niepozornym owocnikiem, podstawkami o kształcie stożkowym lub gruszkowatym, nietypowo z 6-8 sterygmami.

## Systematyka i nazewnictwo
Pozycja w klasyfikacji według Index Fungorum: Hydnaceae, Cantharellales, Incertae sedis, Agaricomycetes, Agaricomycotina, Basidiomycota, Fungi.
Polską nazwę nadał Władysław Wojewoda w 2003 r.
Gatunki:
- Paullicorticium allantosporum J. Erikss. 1958[4]
- Paullicorticium ansatum Liberta 1962
- Paullicorticium crassiusculum Hjortstam 2007
- Paullicorticium delicatissimum (H.S. Jacks.) Liberta 1962
- Paullicorticium globosum Oberw. 1965
- Paullicorticium indicum Dhingra 2019
- Paullicorticium pearsonii (Bourdot) J. Erikss. 1958 – błonkowoszczek niepozorny

Wykaz gatunków i nazwy naukowe na podstawie Index Fungorum. Nazwy polskie według Władysława Wojewody i innych.